# القضايا القانونية في ألعاب الإيرسوفت

## الإمارات العربية المتحدة

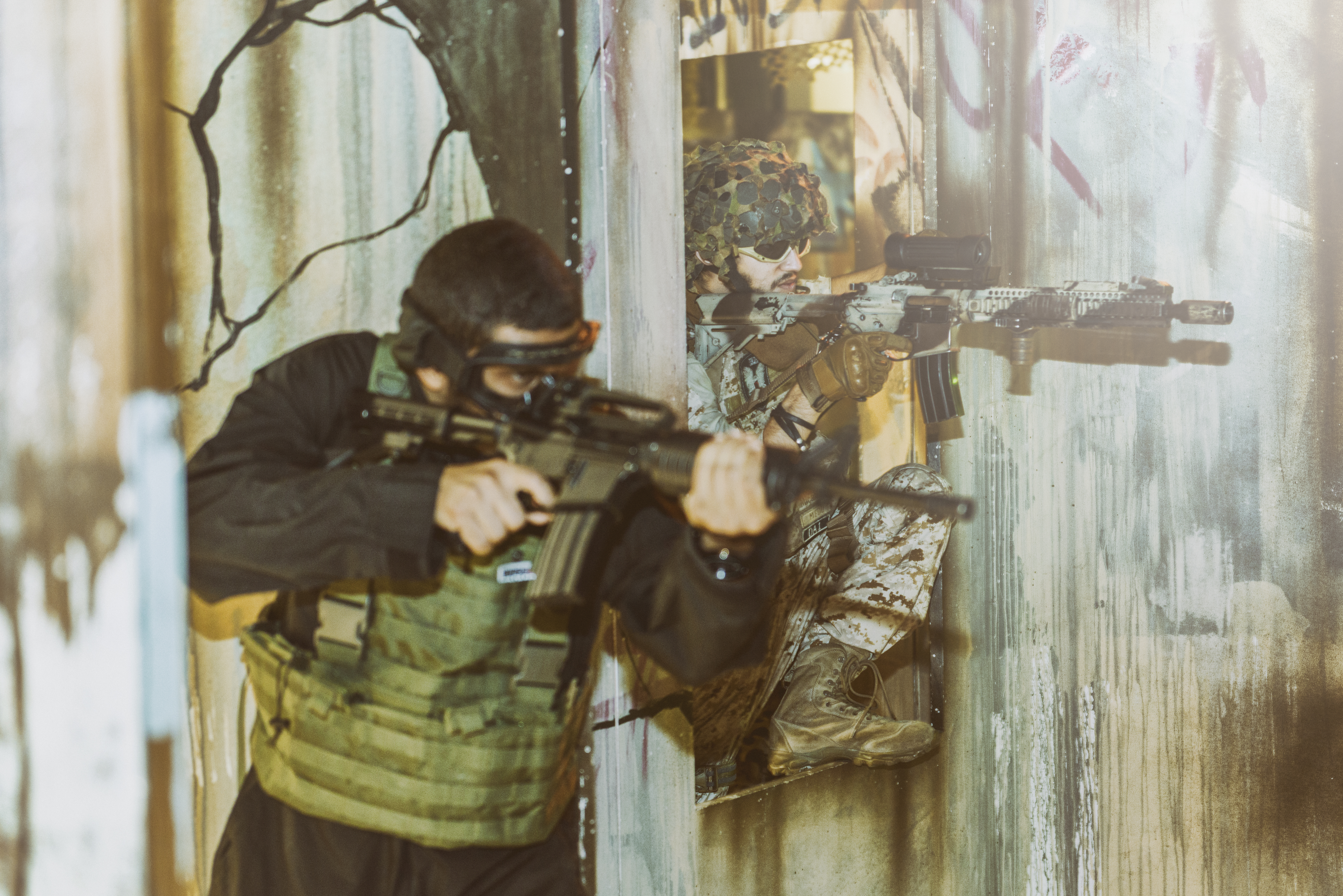
لاعب ايرسوفت في ملعب تسليح في ياس مول (مغلق منذ عام 2019)

يُسمح قانونيًا بامتلاك وحيازة ألعاب الأيرسوفت في دولة الإمارات العربية المتحدة. يمكن شراء هذه الألعاب من المتاجر المتخصصة التي تمتلك تصاريح الاستيراد اللازمة، حيث يُحظر على المدنيين استيراد ألعاب الأيرسوفت بشكل مباشر.
على الرغم من أن لعبة الأيرسوفت لا يتم الاعتراف بها رسميًا باعتبارها رياضة منظمة في دولة الإمارات العربية المتحدة، إلا أن هناك ساحات مخصصة للعبتي الأيرسوفت والبانتبول حيث يمكن لعشاق هذه الرياضة المشاركة في هذه الأنشطة. يتم تنظيم بنادق الأيرسوفت للتأكد من أن سرعتها الأولية أقل من 2 جول (أي ما يقرب من 450 قدمًا في الثانية). يُسمح باقتناء واستخدام المعدات التكتيكية، باستثناء العناصر التي يستخدمها الجيش أو الشرطة او اي جهات حكومية حاليًا.
في أبوظبي، يقتصر امتلاك ألعاب الأيرسوفت على مواطني دولة الإمارات العربية المتحدة ، ويُحظر على الأجانب او المقيم من شراء هذه الألعاب. لا يجوز استخدام ألعاب الأيرسوفت إلا في المرافق الرسمية للعبة الأيرسوفت او البانتبول. يُحظر حمل أو استخدام ألعاب الأيرسوفت في الأماكن العامة، ويجب تخزينها بشكل آمن عندما لا تكون قيد الاستخدام. إن انتهاك هذه القواعد قد يؤدي إلى توجيه اتهامات جنائية. على حسب التشريعات و القوانين في دولة الإمارات العربية المتحدة. 
يمكن شراء ألعاب الإيرسوفت من مختلف المحلات التجارية، بما في ذلك شركة ام بي ثري الدولية او تسليح في أبوظبي؛ شركة القناص او محل صحراء او محل ونشان في دبي؛ نادي الشارقة للبيينت بول في الشارقة، التي تستضيف أيضاً أحداث الإيرسوفت المحلية. علما بأن تسليح لم يعد تشغل ميدان الإيرسوفت ولكنها تواصل في بيع الايرسوفت بالتجزئة في أبوظبي. استخدمت تسليح سترات إلكترونية (صنعتها شركة MAHA7) لاكتشاف ضربات كرات البي بي من الايرسوفت. كانت أجهزة الاستشعار تغطي سترة الصدر و سترة الظهر و الخوذة والنظارات، وكان يتم التحكم بها لاسلكياً من قبل المشرفين. يتم تفعيل جهاز الاستشعار فقط بواسطة ضربات كرات البي بي من الايرسوفت، وعند التفعيل، كان يظهر ضوء أحمر ويصدر صوت لتسجيل الضربة. كما كانت المعدات تسجل وقت الضربة باجزاء من الثانية.
تقام معرض أبوظبي الدولي للصيد والفروسية (ADIHEX) في مركز أدنيك أبوظبي بأبوظبي في كل عام أكبر حدث في الشرق الأوسط حيث يتم عرض جميع النماذج الجديدة لألعاب الإيرسوفت، وللناس فرصة لشراء ألعاب الإيرسوفت خلال المعرض.
منذ عام 2008، تم استضافة لاعبي الأيرسوفت المحليين في العديد من الأماكن، بما في ذلك نادي ضباط القوات المسلحة وأدنيك في أبوظبي، وهوت بيرسوت بينتبول في دبي، ومركز بينتبول هوبي في العين، و نادي الشارقة للبيينت بول في الشارقة. يوفر حساب GUNMATIC النشط وغير الرسمي على Instagram تحديثات ويربط عشاق airsoft في جميع أنحاء الشرق الأوسط وشمال إفريقيا بأحداث MilSim العالمية.